# Johannes Willi
Johannes Willi (* 20. Juni 1882 in Rehetobel; † 24. September 1952 in Gais; heimatberechtigt in Gais) war ein Schweizer Textilunternehmer und Politiker aus dem Kanton Appenzell Ausserrhoden.

## Leben
Johannes Willi war ein Sohn von Johannes Willi, Lehrer und Gemeindeschreiber, und Bertha Rohner. Im Jahr 1907 heiratete er Johanna Walser, Tochter von Johann Ulrich Walser, Mitbegründer einer Stickfabrik, Bauer und Gemeindehauptmann. Eine zweite Ehe ging er 1918 mit Anna Kern, Tochter von Johannes Kern, seinem Geschäftspartner, ein.
Von 1896 bis 1899 besuchte er die Kantonsschule Trogen. Ab 1899 bis 1902 absolvierte er eine kaufmännische Lehre in der Stickereifirma Willi, Kern & Eisenhut in Gais. Ab 1900 trug diese Firma den Namen Eisenhut & Compagnie. Zwischen 1902 und 1906 bildete er sich in Manchester und Paris weiter. 1906 wurde er Teilhaber der Firma Kern & Willi, Stickereifabrikation und -export in Gais. Willi führte dieses Unternehmen ab 1924 unter dem Namen Johannes Willi & Compagnie zusammen mit seiner Ehefrau. Daneben war Willi ab 1926 Prokurist in der von seiner Schwiegermutter geführten Stickereifirma Kern & Compagnie in Gais. 1949 ging diese in seinem Betrieb auf.
Von 1909 bis 1913 wirkte er als Gemeinderat von Gais und ab 1913 bis 1921 als Gemeindehauptmann. Ab 1919 bis 1929 und von 1950 bis 1952 sass er im Ausserrhoder Kantonsrat. Von 1929 bis 1948 hatte er das Amt des Regierungsrats in der Bau- und Landwirtschaftsdirektion inne. Ab 1931 bis 1938 präsidierte Willi die kantonale Freisinnig-Demokratische Partei und von 1920 bis 1950 den Industrieverein Gais. Ausserdem war er ab 1920 Verwaltungsrat der Strassenbahn St. Gallen-Gais-Appenzell und Präsident der Konferenz der kantonalen Landwirtschaftsdirektoren.